# 柴河
柴河，位于中华人民共和国辽宁省北部的一条河流，是辽河左岸支流，发源于清原满族自治县枸乃甸乡中心屯村朱家沟东北的山区，向南流至关门山北麓转西流，经金家水库、夏家堡镇、开原市上肥地满族镇、下肥镇、靠山镇、铁岭县柴河水库、熊官屯镇、铁岭市银州区龙山乡和铁岭市区东郊，最后于市区东北汇入辽河。河流全长142.8千米，流域面积1501平方千米，河道平均比降1.2‰，年均径流量3.48亿立方米。柴河水库以上是暴雨多发区，易造成洪水灾害。
2017年，阿尔山·柴河景区被评为国家5A级旅游景区。